# الیسون باتیستا
الیسون باتیستا (انگلیسی: Alesson؛ زادهٔ ۱۶ فوریهٔ ۱۹۹۹) بازیکن فوتبال اهل برزیل است.
از باشگاه‌هایی که در آن بازی کرده‌است می‌توان به باشگاه ورزشی کروزیرو اشاره کرد.